# アッパーカット

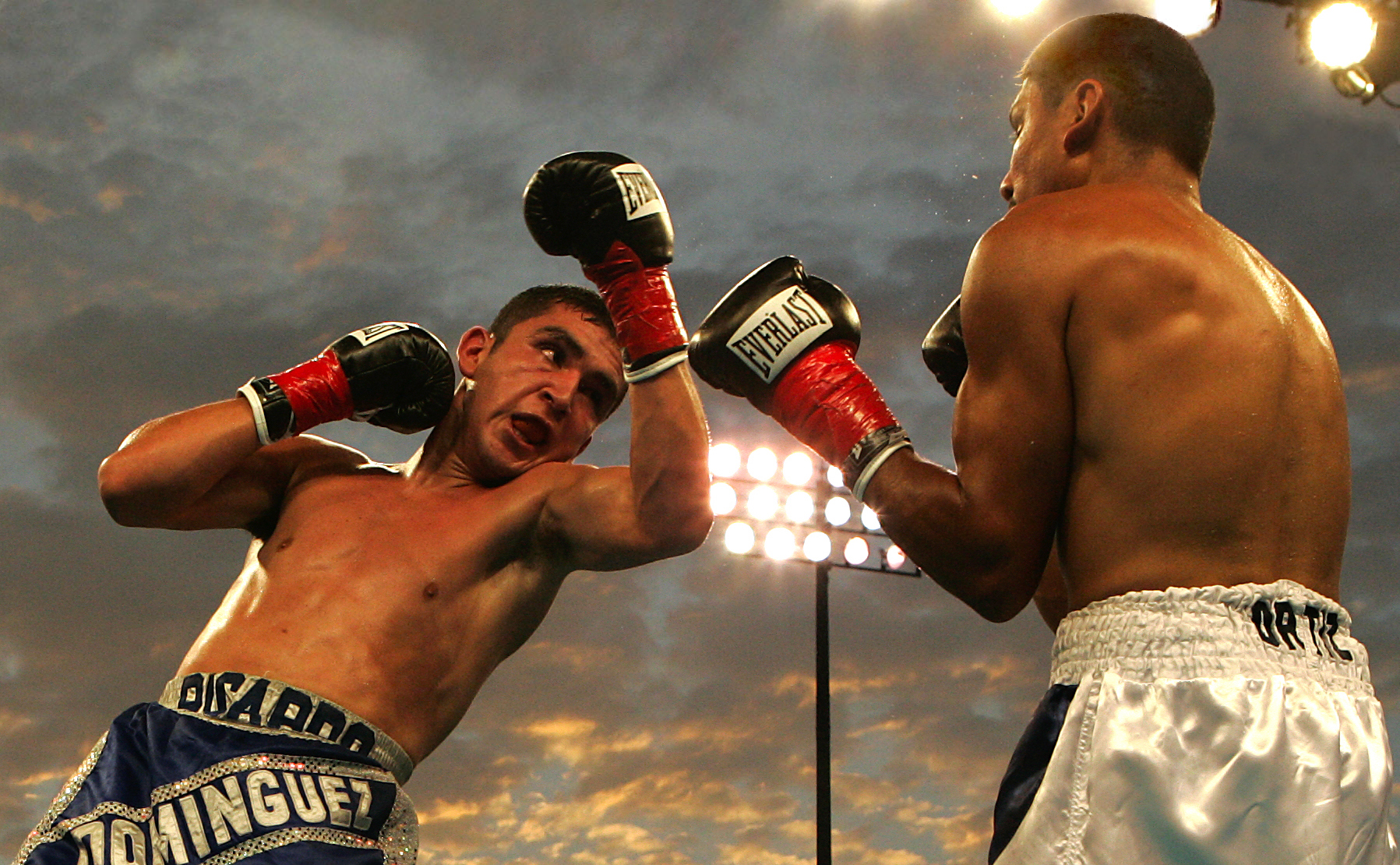
ラファエロ・オルティス（右）にアッパーカットを放つリカルド・ドミンゲス（左）

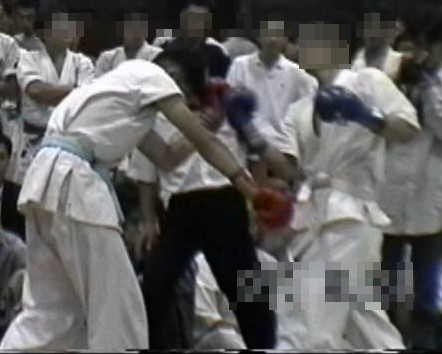
新空手の試合でアッパーカットを使用。左の選手の下げた顔にアッパーカットを当てている。

アッパーカット（英語: Uppercut）は、ボクシングなどの格闘技で使われる基本的なパンチの一つで、肘を曲げたまま下から突き上げるように放つパンチのこと。アッパーカットはアッパーと呼ばれることがある。ボディにアッパーを打つことがあるが、アッパーカットは基本的に頭部に打つ。頭部の中でもアッパーカットは顎を狙うことが多い。顎にアッパーカットを受けると、脳が揺れるため意思に関係なく立っていることができなくなる。

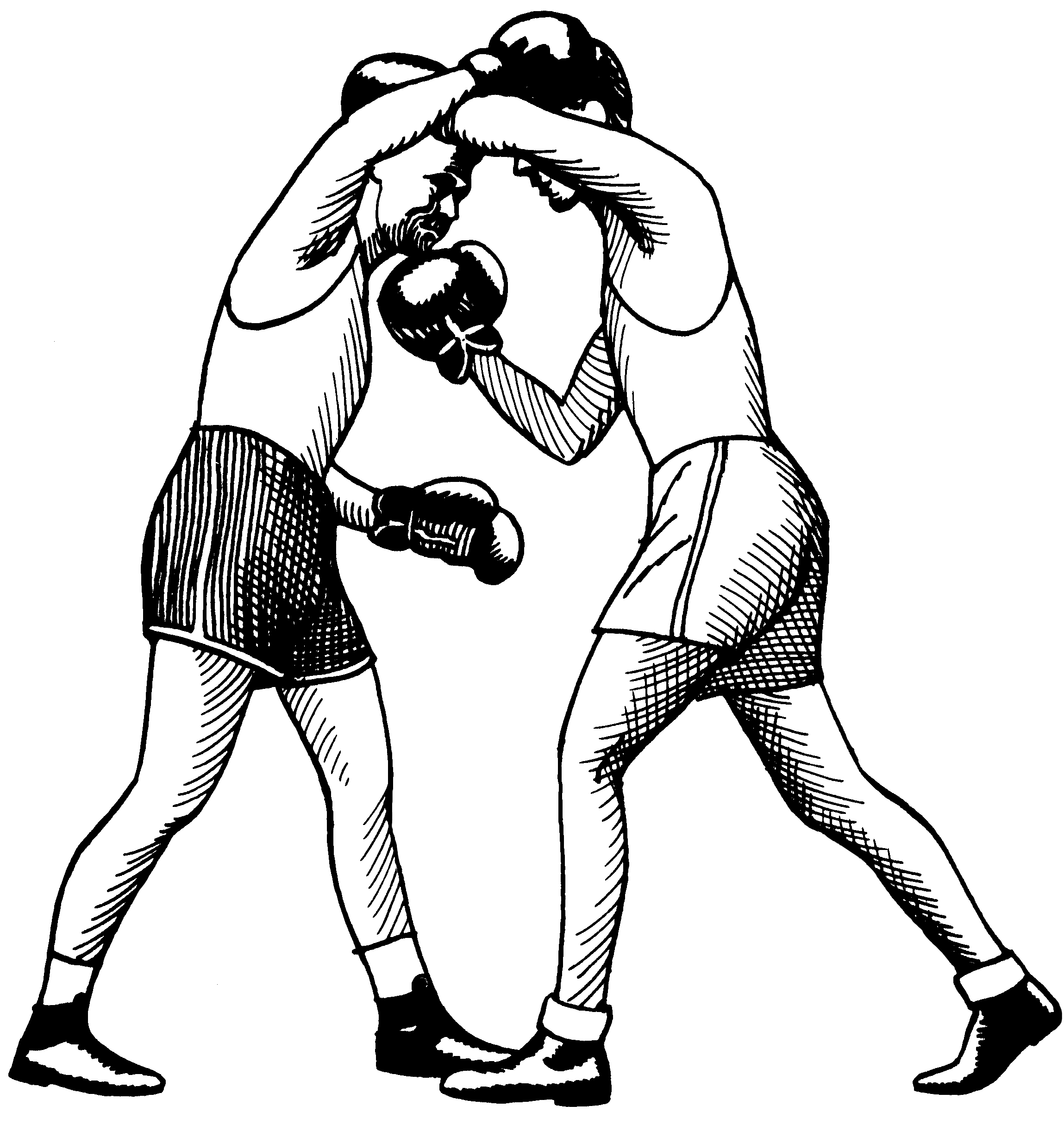
ボクシングでのアッパーカット

## 長所
- 体の中心部はガードしづらく、ガードが甘い相手には効果がある。
- 至近距離でも十分な威力の攻撃が可能。

## 短所
- 射程が短い。
- アッパーを打つ際には拳が下がるため、相手のパンチを被弾しやすい。
- 人体構造上、体重を乗せた拳は打ちづらい。

## ボクシング以外での使用
- 遠距離から膝蹴りを放つ相手には、ロングアッパーでカウンターを取る攻撃が有効。特にシュートボクシングの選手がムエタイ選手を迎え撃つ際に多用された。
- 掴んでからの攻撃が認められるキックボクシング、総合格闘技では、首相撲、クリンチ状態からアッパーを放つ選手が存在する。特にコーナーやロープ、金網に押し込んでのクリンチアッパーは有効で、クイントン・ジャクソン、ダン・ヘンダーソン、ランディ・クートゥアが多用する。
- 射程の短い技なので連続した攻撃で特に効果的。フックと合わせて使うことで至近距離でも攻撃を効果的に加え続けることができる。